# José Moreno Sánchez
José Moreno Sánchez (Ossa de Montiel, província d'Albacete, 18 de novembre de 1993) és un ciclista espanyol, especialitzat en el ciclisme en pista. Ha guanyat campionats nacionals en diferents modalitats.

## Palmarès
- 2011
  - 2n al Campionat d'Europa júnior en Kilòmetre
- 2012
  -  Campió d'Espanya en Velocitat
  -  Campió d'Espanya en Kilòmetre
  -  Campió d'Espanya en Velocitat per equips (amb Sergio Aliaga i Juan Peralta)
- 2013
  -  Campió d'Espanya en Velocitat per equips (amb Sergio Aliaga i Juan Peralta)
- 2014
  -  Campió d'Espanya en Kilòmetre
  -  Campió d'Espanya en Velocitat per equips (amb Sergio Aliaga i Juan Peralta)
- 2015
  -  Campió d'Espanya en Kilòmetre
  -  Campió d'Espanya en Keirin
- 2016
  -  Campió d'Espanya en Kilòmetre
- 2017
  -  Campió d'Espanya en Kilòmetre
  -  Campió d'Espanya en Keirin